# Elmo Hardy
Dilbert Elmo Hardy, född den 3 september 1914 i Lehi, död den 17 oktober 2002 i Honolulu, var en  amerikansk entomolog som specialiserade sig på tvåvingar och deras systematik. De familjer han främst studerade var Tephritidae, Drosophilidae, Pipunculidae och Bibionidae, men han är även känd för sina beskrivningar av Hawaiis Dolichopoda.

## Biografi
Hardys intresse för biologi började tidigt, som tonåring samlade han insekter och ägnade sig åt taxidermi. Under barndomen lärde han sig att spela trombon, en kunskap som han sedan använde sig av för att betala kostnaden för sin universitetsutbildning genom att spela professionellt i två år efter att han slutat high school.
År 1937 fick han sin kandidatexamen från Brigham Young University och 1938 sin masterexamen från Utah State University. Under denna period arbetade han vid Utah Agricultural Experiment Station i Logan, Utah för entomologen George Franklin Knowlton. Där studerades bland annat skadedjuret Eutettix tenellus och möjligheterna att bekämpa det med hjälp av parasitoida larver från arter inom familjen Pipunculidae. Många av dessa arter hade inte tidigare beskrivits och detta blev något som Hardy kom att tillbringa en stor del av sin tid med mellan åren 1939 och 1972. 1941 tog han doktorsexamen från University of Kansas.
En kort period arbetade han för USA:s jordbruksdepartement innan han 1942 blev värvad till USA:s flygvapen under andra världskriget som medicinsk entomolog. Under sin tid i flygvapnet nådde han graden av major och tilldelades militärdekorationen Bronze Star för sina insatser i Assam och Calcutta. 1945 blev han assisterande professor vid Iowa State University. 1948 blev han anställd av University of Hawaii som assisterande professor och flyttade till Hawaii där han sedan levde under resten av sitt liv. Några år senare blev han även befordrad till professor och ledde från 1958 institutionen där han arbetade. På Hawaii studerade och beskrev han många av de flugarter som finns på öarna, men han gjorde även resor till Kina, Indien och olika öar i Stilla havet.
1980 gick Hardy i pension men fortsatte att katalogisera tvåvingar.

## Hans totala arbete
Under sin 65 år långa karriär publicerade Hardy 437 vetenskapliga artiklar och föreslog namn för 1 867 nya arter eller andra taxa. Detta gör honom till den dipterolog som namngett trettonde flest arter någonsin efter Alexander, Walker, Kieffer, Loew, Malloch, Macquart, Robineau-Desvoidy, Meigen, Curran, Edwards och Becker. Hans arbete med Pipunculidae anses vara fundamentalt för förståelsen av familjen och är fortfarande den viktigate referenskällan för dagens forskare inom området.

## Priser och utmärkelser[1]
- Bronze Star, för sina insatser i den amerikanska militären.
- Entomological Society of America National Award for Outstanding Research, 1976.
- University of Hawaii Regent’s Medal of Excellence in Research, 1981.
- Hawaiian Chapter Entomological Society of America Award for Lifetime Excellence, 1993.
- University of Hawaii Regent’s Medal of Distinction, 1998.

## Auktorsnamn
Hardy använde auktorsnamnen Hardy och D.E.Hardy.